# Franja marina de Fuencaliente
Franja marina de Fuencaliente este o arie protejată (arie specială de conservare — SAC, sit de importanță comunitară — SCI) din Spania întinsă pe o suprafață de 7.055,25 ha, integral marine.

## Localizare
Centrul sitului Franja marina de Fuencaliente este situat la coordonatele 28°32′08″N 17°53′52″W / 28.5356°N 17.8979°V.

## Înființare
Situl Franja marina de Fuencaliente a fost declarat sit de importanță comunitară în octombrie 1999 pentru a proteja 2 specii de animale. Situl a fost protejat și ca arie specială de conservare în septembrie 2011.

## Biodiversitate
Situată în ecoregiunile  și marină macaroneziană, aria protejată conține 3 habitate naturale: Peșteri marine scufundate complet sau parțial, Recifuri, Bancuri de nisip acoperite în permanență slab de apă marină.
La baza desemnării sitului se află mai multe specii protejate:
- mamifere (1): delfin mare (Tursiops truncatus)
- reptile (1): Caretta caretta

Pe lângă speciile protejate, pe teritoriul sitului au mai fost identificate 3 specii de plante, 3 specii de mamifere, 15 specii de nevertebrate, 3 specii de pești.